# Räpina
Räpina és una població d'Estònia, capital del municipi homònim  en el Comtat de Põlva. Està situada a l'est del comtat, prop del llac Peipus i de la frontera amb el comtat de Võru i amb Rússia.
Räpina va ser el centre del districte de Räpina entre 1950 i 1961.
Räpina va esdevenir poble el 13 de setembre de 1945. Va obtenir els drets de ciutat l'agost de 1993. El 2002, la ciutat i el municipi de Räpina es van unir per formar el municipi de Räpina, i Räpina va esdevenir una ciutat dins del municipi.